# Celâl Bayar
Celâl Bayar, all'anagrafe Mahmut Celâleddin Bayar (Gemlik, 16 maggio 1883 – Istanbul, 22 agosto 1986), è stato un politico turco, Presidente della Repubblica Turca dal 22 maggio del 1950 al 27 maggio del 1960.

## Primi anni
Figlio di un professore e capo religioso turco originario di Lom, nell'allora Bulgaria ottomana, dopo gli studi lavorò prima come impiegato presso un tribunale e poi presso la Ziraat Bankası e più tardi presso la Deutsche Orientbank di Bursa.

## Carriera politica
Nel 1908 si unì ai volontari dell'Ittihad Terakki Cemiyeti (Comitato di Unione e Progresso) organizzazione politica dei Giovani Turchi diventandone un importante esponente.
Nel 1919, Bayar venne eletto al parlamento dell'Impero ottomano a Istanbul, come deputato di Saruhan (oggi Manisa) ed essendo contrario alla nuova costituzione voluta dal sultano nel 1920 si unì ad Ankara a Mustafa Kemal e al Movimento di indipendenza diventando un membro attivo di "Müdafaa-i Hukuk Cemiyeti" (Associazione per la Difesa dei Diritti di Anatolia e Rumelia), organizzazione politica sorta dopo la prima guerra mondiale e venne eletto deputato di Bursa nella Grande Assemblea Nazionale. Nello stesso anno divenne Viceministro dell'Economia e il 27 febbraio 1921 venne nominato Ministro dell'Economia. Nel 1922 Bayar fece parte della delegazione turca alla conferenza di pace di Losanna. Nelle elezioni del 1923 venne eletto al parlamento come deputato della circoscrizione di Smirne e il 26 agosto 1924 fondò ad Ankara la Banca di Turchia (turco: Türkiye Bankası) della quale fu direttore fino al 1932.
Il 25 ottobre 1937 venne nominato primo ministro dal Presidente Mustafa Kemal Atatürk dopo che İsmet İnönü aveva lasciato l'incarico, mantenendo la carica di primo ministro alla morte di Atatürk avvenuta il 10 novembre 1938, ma le differenze di opinioni con il nuovo presidente İsmet İnönü lo portarono a dimettersi dall'incarico il 25 gennaio 1939.
Fino al 1945 continuò a far parte del Partito Repubblicano del Popolo (turco: Cumhuriyet Halk Partisi) per fondare il 7 gennaio 1946 il Partito Democratico, un partito conservatore di tendenza economica liberale insieme ad Adnan Menderes, Mehmet Fuad Köprülü e Refik Koraltan. Il Partito Democratico ottenne alle elezioni del 14 maggio 1950 al parlamento turco 408 seggi su 487 al parlamento, in quelle che furono le prime elezioni libere della storia turca. Il parlamento elesse Celal Bayar, presidente del partito, alla carica di Presidente della Turchia. Bayar venne successivamente rieletto nel 1954 e nel 1957, rimanendo in carica fino al 1960. Nello stesso Adnan Menderes fu primo ministro.

## Colpo di Stato
Il 27 maggio 1960, le forze armate con un golpe rovesciarono il governo del Partito Democratico e Celâl Bayar venne arrestato insieme al primo ministro Adnan Menderes e ad altri membri del Partito Democratico e del governo. Essi vennero processati davanti ad un tribunale speciale, nominato dalla giunta militare, nell'isola di Yassıada nel Mar di Marmara a partire dal giugno dello stesso anno. Il ministro degli interni Namık Gedik sfuggì al processo suicidandosi immediatamente dopo l'arresto, lo stesso giorno del colpo di stato. Celâl Bayar con altri 15 membri del Partito Democratico vennero processati per alto tradimento e violazione della costituzione e condannato a morte dal Tribunale Superiore di Giustizia il 15 settembre 1961. La sentenza venne eseguita nel carcere di İmralı mediante impiccagione per il primo ministro Menderes, per il ministro degli Esteri Fatin Rüştü Zorlu e per il Ministro delle finanze Hasan Polatkan, mentre per Celâl Bayar e altri 12 membri del Partito Democratico la pena venne commutata nel carcere a vita. Celâl Bayar venne rinchiuso nel carcere di Kayseri, ma venne rilasciato il 7 novembre 1964 a causa delle cattive condizioni di salute.

## Ultimi anni
Nel 1966 Bayar beneficiò dell'indulto e nel 1974 riacquistò pienamente i diritti politici, ma rifiutò la carica di senatore a vita.
Celâl Bayar è morto il 22 agosto 1986 a Istanbul all'età di 103 anni.

## Vita privata
Nel 1904, Celal Bayar sposò Reşide Hanim (12 gennaio 1886 -  24 dicembre 1962, morta a causa di attacco di cuore mentre viaggiava in treno da Istanbul ad Ankara). Insieme hanno avuto due figli e una figlia:
- Refii Bayar (1904 – 1940). Assicuratore, educatore e giornalista.
- Turgut Bayar (1911 - 1983).
- Nilüfer Bayar (n. 1921). Ha sposato Ahmet İhsan Gürsoy (1913-2008), politico turco.

## Riconoscimenti
Nel 1958 ricevette la Laurea honoris causa dall'Università libera di Berlino. A Manisa l'Università Celâl Bayar, istituita nel 1992, porta il suo nome.